# Ved Stillebækken
Ved Stillebækken er en dansk tv-serie fra 1999 instrueret af Finn Henriksen og Lone Scherfig.

## Handling
Dale-slægten har ejet Dale Slot siden 1600-tallet. Nu er det baron Frits og nevøen Jørgen, der bor i det smukke slot. Frits' kone er død, og parrets eneste datter, Jutta, rejste for 10 år siden væk med en cirkusartist. Siden har baronen ikke hørt fra hende.
På Stillebækgården bor Claus og Kirsten med deres søn Knud. Men Stillebækgårdens rigtige hersker er faster Jette, en ondskabsfuld gammel kvinde, der gør livet surt for gårdens øvrige beboere og tjenestefolk.
Ringmøllen var engang sognets største virksomhed, men nu er ejeren, Dines Jarmer, blevet alvorligt syg, og virksomheden er på fallittens rand. Dines' søn, Palle, studerer i Frankrig, og datteren, Bodil, er på højskole. Den eneste, der er tilbage til at tage sig af Dines, er Olga. Hun kom som lille pige til Ringmøllen, da hendes forældre døde, og hun er vokset op sammen med Dines' egne børn.

## Medvirkende
- Mogens Pedersen
- Sanne Grangaard som Bodil Stillebæk
- Henrik Ipsen som Knud Stillebæk
- Olaf Johannessen som Ole Stillebæk
- Anette Støvelbæk som Martine Naur
- Thure Lindhardt som Hans Købke
- Morten A. Korch som Fortæller
- Stig Hoffmeyer som Claus Stillebæk
- Jesper Vigant som Palle Jarmer
- Preben Harris som Fritz Dale
- Peter Reichhardt som Jørgen Dale
- Julie Wieth Olga som Jarmer
- Jytte Kvinesdal som Caroline Løvbjerg
- Lone Lindorff som Kirsten Stillebæk

## Eksterne links
- Ved Stillebækken på Internet Movie Database (engelsk)
- Ved Stillebækken på Filmdatabasen
- Ved Stillebækken på danskefilm.dk
- Ved Stillebækken hos The Movie Database (engelsk)